# Body-Condition-Scoring
Unter Body-Condition-Scoring, auch BCS versteht man eine Körperkonditionsbeurteilung bei Tieren. Eingesetzt wird sie vor allem bei Rindern zur Beurteilung des Fettdepots und damit des Ernährungszustandes. Indirekt kann somit auch die Fütterung überprüft und die Leistung ausgeschöpft werden.

## Ermittlung der BCS-Kondition
Die Körperkonditionsbeurteilung ist eine subjektive Maßnahme, da hier diverse Punkte geschätzt werden und damit ein Gesamtergebnis ermittelt wird.
Vorgegeben ist eine Skala von 1 bis 5, die Zwischenschritte betragen 0,25.
| verbal                                    | BCS Note | Rückenfettdicke in mm |
| ----------------------------------------- | -------- | --------------------- |
| sehr schlechte Kondition (ausgemergelt)   | 1        | <5                    |
| Skelett deutlich sichtbar                 | 2        | 10                    |
| Verhältnis Skelett und Fleisch ausgewogen | 3        | 20                    |
| Fleisch-Fettansatz überwiegt              | 4        | 30                    |
| Viel zu fett                              | 5        | >35                   |

Da die Kondition nicht auf Anhieb erkannt werden kann, gibt es einige Anhaltspunkte, aus denen die Gesamtnote errechnet werden kann.
Hier werden folgende Punkte nach demselben System bewertet:
- Dornfortsätze
- Verbindungslinie Dorn- und Querfortsätze
- Querfortsätze
- Übergang zur Hungergrube (rechts)
- Hüfthöcker / Sitzbeinhöcker
- Zwischenbereich Sitzbein / Hüfthöcker
- Zone zwischen Hüfthöckern
- Beckenausgangsgrube

Die Einzelnoten dieser Punkte werden addiert und durch 8 geteilt, so erhält man die Durchschnittsnote, die Gesamtnote.

## Zielgrößen
Bei Milchkühen wird eine Kondition von 3–3,75 in der Trockenstehzeit und 2,5–3,5 während der Laktation angestrebt. Während der Laktation findet eine Änderung der Kondition statt, welche maximal 0,75 Punkte betragen sollte. Durch die Milchproduktion werden Reserven mobilisiert, welche in der Trockenstehphase wieder aufgebaut werden sollen. 
Eine zu niedrige Note während der Laktation kann zu unzureichender Abwehrkraft führen. Eine zu hohe Note kurz vor der Kalbung kann zu Krankheiten führen, da die Kuh nach der Kalbung nicht ausreichend frisst. Ebenso können sich Fruchtbarkeitsprobleme durch Eierstockzysten, inaktive Eierstöcke und mangelnde Brunstsymptome äußern. Daher ist es für Landwirte wichtig, konsequent auf die Kondition zu achten um Krankheiten präventiv zu vermeiden.

## Alternativen
Als Alternative wird eine Konditionsbeurteilung per Ultraschall durchgeführt. Dabei wird an einer fest definierten Stelle die Rückenfettdicke ermittelt.